# Gare de Schaan-Forst-Hilti
La gare de Schaan-Forst-Hilti (en allemand Bahnhof Forst Hilti) est une gare ferroviaire Liechtensteinoise de la ligne de Feldkirch à Buchs, située à Forst Hilti, sur le territoire de la commune de Schaan dans la Principauté du Liechtenstein. Elle dessert principalement l'usine de l'entreprise Hilti.
C'est une halte voyageurs Österreichische Bundesbahnen (ÖBB) desservie par des trains régionaux.

## Situation ferroviaire
Établie à 450 mètres d'altitude, la halte de Forst-Hilti est située au point kilométrique (PK) 14,125 de la ligne de Feldkirch à Buchs, entre les gares de Nendeln et de Schaan - Vaduz.
Elle dispose d'une voie unique et d'un quai.

## Service des voyageurs

### Accueil
Halte voyageurs ÖBB, c'est un point d'arrêt non géré (PANG) à accès libre, avec un quai et un abri.

### Desserte
Forst-Hilti est  desservie par des trains régionaux. 

### Intermodalité
Le stationnement des véhicules est possible à proximité.